# Бельдюги
Бельдюги (лат. Zoarces) — род морских лучепёрых рыб семейства бельдюговых. Распространены в северной части Атлантического океана (2 вида) и в северо-западной части Тихого океана (4 вида). Некоторые представители рода являются яйцеживородящими.
В состав рода включают 6 видов:
- Zoarces americanus (Bloch & Schneider, 1801) — Американская бельдюга
- Zoarces andriashevi (Parin, Grigoryev & Karmovskaya, 2005) — Бельдюга Андрияшева[2]
- Zoarces elongatus (Kner, 1868) — Восточная бельдюга
- Zoarces fedorovi (Chereshnev, Nazarkin & Chegodayeva, 2007) — Бельдюга Фёдорова[3]
- Zoarces gillii (Jordan & Starks, 1905) — Бельдюга Гилли
- Zoarces viviparus (Linnaeus, 1758) — Европейская бельдюга